# Célio Alves Dias
Célio Alves Dias (Macau, 8 december 1971) is een Macaus autocoureur.

## Carrière
Alves Dias begon zijn autosportcarrière in 2008 in de touringcars in zijn thuisland Macau. In dat jaar werd hij derde in de Macau Interport Race. In 2009 nam hij deel aan het Macau Touring Car Championship, waar hij in een Honda Integra als vierde eindigde in de N2000-klasse. Nadat hij in 2010 vierde was geworden in de Macau/Hong Kong Interport Race, reed hij in 2011 en 2012 opnieuw in het MTCC in een Honda Integra. In 2011 eindigde hij hier als vijfde en in 2012 als zesde in de AAMC Challenge.
In 2012 maakte Alves Dias zijn debuut in de internationale autosport in het World Touring Car Championship als lokale gastcoureur. Voor het team China Dragon Racing reed hij hier in zijn thuisrace op het Circuito da Guia in een Chevrolet Lacetti. Hij eindigde de races als negentiende en vijftiende. In 2013 reed hij voor hetzelfde team opnieuw zijn thuisrace. Nadat hij in de eerste race als 23e over de finish kwam, behaalde hij in de tweede race zijn eerste WTCC-punt met een tiende plaats, waardoor hij als 25e in het kampioenschap eindigde.